# Take the High Ground!
Take the High Ground! is een Amerikaanse oorlogsfilm uit 1953 onder regie van Richard Brooks. Destijds werd de film in Nederland uitgebracht onder de titel School der dapperen.

## Verhaal
In 1953 komen de nieuwe rekruten aan in een opleidingskamp in Fort Bliss in Texas. Ze staan onder het commando van de drilsergeanten Thorne Ryan en Laverne Holt. Gedurende zestien weken worden de soldaten klaargestoomd voor de Koreaanse Oorlog.

## Rolverdeling
| Acteur             | Personage               |
| ------------------ | ----------------------- |
| Richard Widmark    | Sergeant Thorne Ryan    |
| Karl Malden        | Sergeant Laverne Holt   |
| Elaine Stewart     | Julie Mollison          |
| Carleton Carpenter | Merton Tolliver         |
| Russ Tamblyn       | Paul Jamison            |
| Jerome Courtland   | Elvin C. Carey          |
| Steve Forrest      | Lobo Naglaski           |
| Robert Arthur      | Donald Quentin Dover IV |
| Chris Warfield     | Soldaat                 |
| William Hairston   | Daniel Hazard           |
| Maurice Jara       | Franklin D. No Bear     |
| Bert Freed         | Sergeant Vince Opperman |